# 大西暁子
大西 暁子（おおにし あきこ、1984年〈昭和59年〉12月28日 - ）は、日本のファッションモデル、AonAのメンバー、北海道を主な活動拠点としているローカルタレント。2020年1月末日までアップフロントグループ アップフロントエージェンシー社に所属していた。

## 人物
北海道出身。身長165cm。山羊座。血液型B型。札幌大学女子短期大学部卒業。秘書士の資格を所有。
『タカアンドトシのどぉーだ!』のオーディションにて「ミス北海道ウォーカー2007」に選ばれ、里田まい率いる女子フットサルチームサッポロチェルビーズに所属していた。背番号は18。
2012年9月17日、2歳年上の一般男性と結婚し、一児の母となる。

## 現在の仕事
テレビ
- ハウス食品『スープカリーの匠』（TVCM）
- 『都市間高速バス「RAKU TOKU BUS」』（TVCM）
- H.I.S.『女3人旅・大西宣言』編（北海道エリア）（TVCM）
- 野口観光グループ『45周年　春・夏・秋・冬』編（北海道エリア）（TVCM）
- セイコーマートホットシェフ（北海道エリア）（TVCM）

ラジオ
- 『H.I.S. HOT INFORMATION SERVICE　〜アッキーのPrecious Journey〜』（FM NORTH WAVE　毎週土曜日15時〜15時10分）
- 『あきことちかげのアタックヤング』（STVラジオ　毎週火曜日24時-25時）

雑誌・WEB
- 月刊「poroco」連載『H.I.S.　Hot Information Service』（毎月20日発売）

その他
- 女子フットサルチーム『サッポロチェルビーズ』背番号18番
- 『北海道中央バス株式会社』イメージキャラクター

## 過去の仕事
テレビ
- 『昭和新山国際雪合戦』（北海道文化放送、2010年03月）
- 『ドキッ!女だらけDEゴールデン〜FUNKYススキノYOSAKOIソーラン祭り!』（北海道文化放送、2009年06月）
- H.I.S.『女3人旅・出発』編（北海道エリア）（TVCM　2008年10月～2009年03月）
- 『タカアンドトシのどぉーだ!』（北海道文化放送、2007年10月～2008年09月）
- 『ビーラック!』（北海道文化放送）
- 『里田まいのふわふわmignon』（北海道文化放送、毎週水曜日24時40分〜）
- SOLiVE24（ウェザーニューズ、2014年4月16日～2016年10月26日）

ラジオ
- 『木村洋二のってけテケテケ!』（STVラジオ　2008年04月～2009年03月）
- 『VENUS DRIVE』（FM NORTH WAVE　毎週月曜日～木曜日14時～17時）
- 『福永俊介のシルクな夜』（STVラジオ　毎週土曜日22時〜22時30分）

雑誌・WEB
- フリーペーパー『eminamini』（2009年11月）
- 北海道ウォーカー連載『大西暁子の元気のみなもと！』（2007年10月～2008年09月）
- 動画サイト『街ログ』レポーター（2007年10月～2008年09月）
- 『おは天』（ウェザーニュース、5期生キャスター）
- 北海道ウォーカー特別編集「Shingaku Walker」
- 北海道ウォーカースペシャル「こちら世界旅行研究所（タビラボ）」

イベント
- 『札幌市若者支援総合センター・札幌市若者活動センター　オープニングイベントENGINE（エンジン）』（2010年03月）
- 『SPRING/SUMMER RUNNINGSTYLE COLLECTION』（2010年03月）
- 『LOVE in Actionプロジェクト　ご当地大作戦！in札幌』（2010年03月）
- 里田まいのふわふわミニョンスペシャル・UHB映画試写会　ディズニー映画『プリンセスと魔法のキス』（2010年02月）
- 『H.I.S.海外ブライダルフェア』（2010年01月）
- 『NEW CHITOSE AIRPORT Fleur presents “SATURDAY LOUNGE"』（2009年12月）
- 『新千歳空港クリスマスツリー点灯式』（2009年12月）
- 『STVラジオ～温泉大好きほっかいどう～パーソナリティ大集合』（2009年11月、STVラジオ）
- 『さつちか探検隊Live』（2009年11月、マルチワンセグメントサービス実証実験協議会）
- 里田まいのふわふわミニョンスペシャル・UHB映画試写会　映画「理想の彼氏」（2009年11月）
- 『H.I.S.presents 海外ブライダルフェア』（2009年10月）
- 『楽得バス祭り』イメージキャラクター大西暁子1日バスターミナル所長就任式及び退任式（2009年09月）
- 『美女美活【びじょびかつ】2009年度版』（2009年09月）
- 『アタヤン＆なまらん ポッキーチャレンジスペシャル ～夏の夢カツ2009～ 発表会』（2009年09月）
- 『FM NORTH WAVE 16th ANNIVERSARY SPECIAL au presents SUMMER GOES AROUND』（2009年08月）
- 北海道庁の広報番組『ウィークリー赤れんが』「第45回：大自然が教室です！少年自然の家！」（2009年08月）
- 北海道庁の広報番組『ウィークリー赤れんが』「第24回：有害サイトから子供を守ろう！」（2009年03月）
- 『第56回さっぽろ夏まつり 大通納涼ガーデン アサヒスーパードライビアパーク（6丁目会場）』（2009年07月）
- 『カルチャーナイト2009』（北海道文化放送、2009年07月）
- 『日本生命セ・パ交流戦 北海道日本ハムファイターズ 対 阪神タイガース 始球式アテンド』（2009年05月）
- 『第98回MMG毎日モードコレクション』（2009年04月）
- 『SAPPORO COLLECTION 2009』（2009年04月）
- 『ブライダルフェア』（2009年02月）
- 『au by KDDI presents Surprise Spring』（2009年02月）
- 『NEW CHITOSE AIRPORT Fleur presents "WORLD CHRISTMAS"』（2008年12月）

その他
- 『ミス北海道ウォーカー2007』グランプリ